# Туганицы
Туга́ницы (фин. Suo-Tukenitsa) — деревня в Гатчинском муниципальном округе Ленинградской области.

## История
Сельцо Туганицы упоминается среди населённых пунктов Богородицкого Дягиленского погоста по переписи 1500 года.
Затем как пустошь Tuganitz Ödhe в Дягиленском погосте в шведских «Писцовых книгах Ижорской земли» 1618—1623 годов.
Деревня Duganitsa обозначена на карте Ингерманландии А. И. Бергенгейма, составленной по материалам 1676 года.
На шведской «Генеральной карте провинции Ингерманландии» 1704 года — как Duganits.
Как деревня Даганиц она обозначена на «Географическом чертеже Ижорской земли» Адриана Шонбека 1705 года.
На карте Санкт-Петербургской губернии Я. Ф. Шмидта 1770 года — как деревня Дугенца.
На карте Санкт-Петербургской губернии 1792 года А. М. Вильбрехта обозначены две соседние деревни: Туганицы и Туганици.
В 1806—1807 годах эти деревни являлась вотчиной великого князя Константина Павловича, из которой были выставлены ратники Императорского батальона милиции.
На «Топографической карте окрестностей Санкт-Петербурга» Ф. Ф. Шуберта 1831 года упомянуты шесть смежных частей деревни под общим названием Большие Туганицы и в общей сложности из 28 дворов, а западнее — ещё две части (из 9 и 12 дворов) под общим названием Малые Туганицы.

БОЛЬШИЕ ТУГАНИЦЫ — деревня принадлежит ведомству Гатчинского городового правления, число жителей по ревизии: 62 м. п., 78 ж. п.

МАЛЫЕ ТУГАНИЦЫ — деревня принадлежит ведомству Гатчинского городового правления, число жителей по ревизии: 51 м. п., 52 ж. п.

ТУГАНИЦЫ ПЕККОЛОВО — деревня принадлежит ведомству Гатчинского городового правления, число жителей по ревизии: 8 м. п., 8 ж. п.

ТУГАНИЦЫ КОЛМОКОВО — деревня вотчины его императорского высочества великого князя Михаила Павловича, число жителей по ревизии: 15 м. п., 12 ж. п.

ТУГАНИЦЫ ВЕНЗЕЛЕВО — деревня вотчины его императорского высочества великого князя Михаила Павловича, число жителей по ревизии: 15 м. п., 16 ж. п. (1838 год)

На картах Ф. Ф. Шуберта 1844 года и С. С. Куторги 1852 года нанесены: Большие Туганицы из 22 и Малые Туганицы из 28 дворов.
На этнографической карте Санкт-Петербургской губернии П. И. Кёппена 1849 года они обозначены как деревни «Autio Tukanitz» и «Suo Tukanitz», расположенные в ареале расселения савакотов. В пояснительном тексте к этнографической карте деревни записаны как: 
- Autio Tukanitz (Большие Туганицы), количество жителей на 1848 год: савакотов — 64 м. п., 88 ж. п., всего 152 человека
- Suo Tukanitz (Малые Туганицы), количество жителей на 1848 год: савакотов — 49 м. п., 57 ж. п., всего 106 человек[17]

ТУГАВИЦЫ БОЛЬШИЕ — деревня Гатчинского дворцового правления, по просёлочной дороге, число дворов — 21, число душ — 63 м. п.

ТУГАВИЦЫ МАЛЫЕ — деревня Гатчинского дворцового правления, по просёлочной дороге, число дворов — 16, число душ — 51 м. п.

ТУГАВИЦЫ ПЕКОЛОВО — деревня её высочества великой княгини Елены Павловны, по просёлочной дороге, число дворов — 3, число душ — 9 м. п.

ТУГАВИЦЫ КОМОЛОВО — деревня её высочества великой княгини Елены Павловны, по просёлочной дороге, число дворов — 5, число душ — 16 м. п.

ТУГАВИЦЫ ВЯЗЕЛЕВО — деревня её высочества великой княгини Елены Павловны, по просёлочной дороге, число дворов — 4, число душ — 11 м. п.(1856 год)

Согласно «Топографической карте частей Санкт-Петербургской и Выборгской губерний» в 1860 году деревня Большие Туганицы состояла из 21, а Малые Туганицы из 18 крестьянских дворов.

ТУГАНИЦЫ ПЕККОЛОВО — деревня Ораниенбаумского дворцового правления при пруде и буграх, число дворов — 3, число жителей: 8 м. п., 12 ж. п.;

ТУГАНИЦЫ КОЛОМОЛОВО — деревня Ораниенбаумского дворцового правления при пруде и буграх, число дворов — 6, число жителей: 20 м. п., 21 ж. п.;

ТУГАНИЦЫ ВЯЙЗЕЛЕВО — деревня Ораниенбаумского дворцового правления при колодце, число дворов — 6, число жителей: 14 м. п., 22 ж. п. (1862 год)

В 1883 году в деревне открылась первая школа. Учителями в ней работали «А. Линахарья и м-ль Аверкиева».

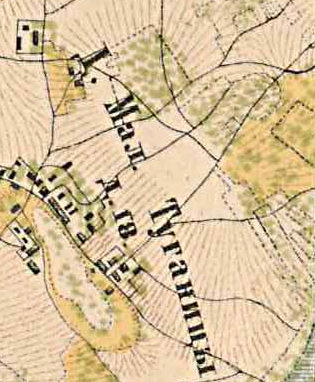
План деревни Малые Туганицы. 1885 год
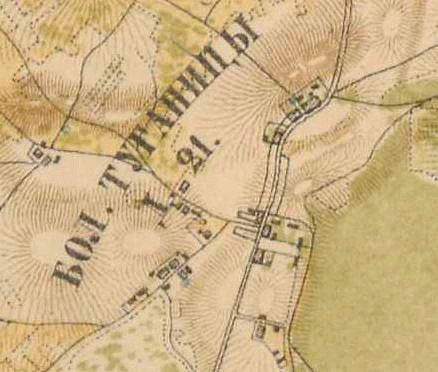
План деревни Большие Туганицы. 1885 год

В 1885 году деревня Большие Туганицы насчитывала 21 двор, Малые Туганицы — 18.
В конце XIX — начале XX века деревня административно относилась к Староскворицкой волости 3-го стана Царскосельского уезда Санкт-Петербургской губернии. Население деревни было исключительно финским.
В 1909 году в деревне открылся первый, кооперативный магазин.
К 1913 году количество дворов в Малых Туганицах увеличилось до 20.
С 1918 по 1922 год деревни Большие Туганицы и Малые Туганицы входили в состав Туганицкого сельсовета Староскворицкой волости Детскосельского уезда.
С 1922 года в составе Вохоновской волости.
С 1923 года в составе Венгиссаровской волости Гатчинского уезда.
Согласно данным переписи населения СССР 1926 года в деревне Большие Туганицы Туганицкого сельсовета Венгисаровской волости Троцкого уезда проживали 263 человека, в деревне Малые Туганицы — 176 человек, большинство финны, а также русские.
С 1927 года в составе Гатчинского района.
В 1928 году население деревень Большие Туганицы и Малые Туганицы составляло 439 человек.

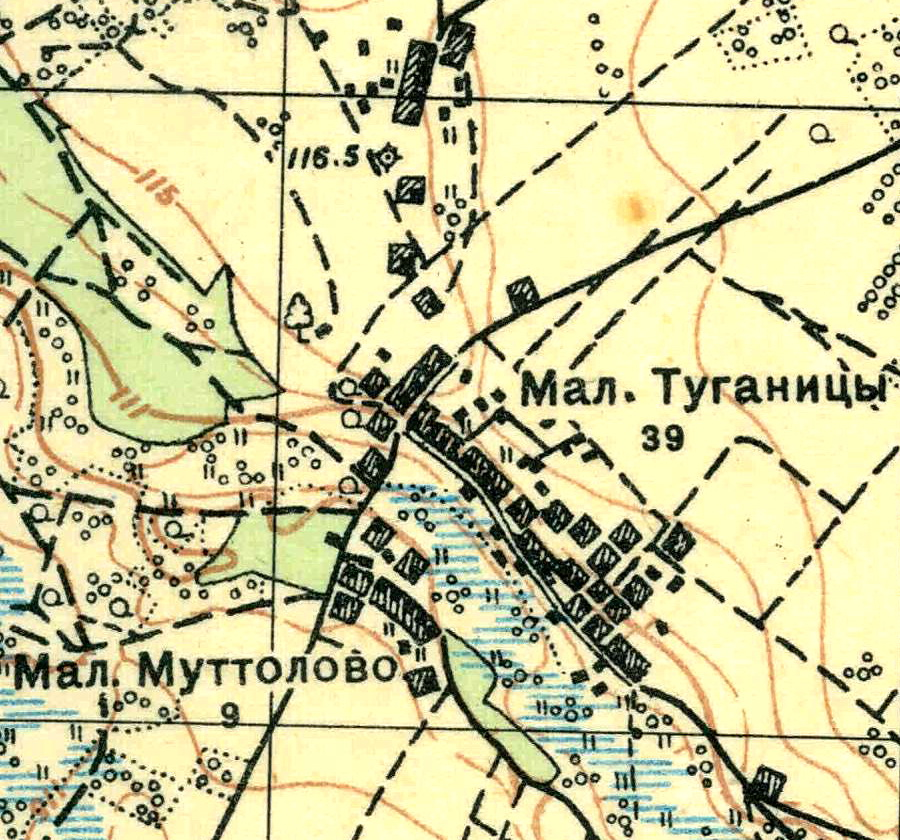
План деревни Малые Туганицы. 1931 год
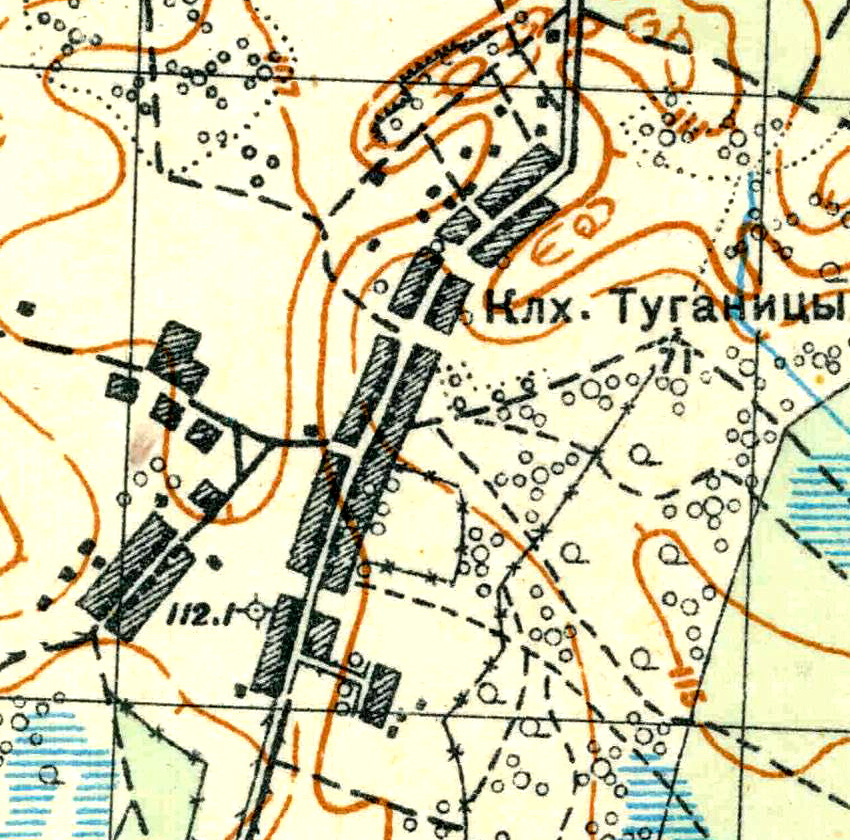
План деревни Туганицы. 1931 год

Согласно топографической карте 1931 года в деревне Большие Туганицы был организован колхоз «Туганицы», деревня насчитывала 71 двор, деревня Малые Туганицы насчитывала 39 дворов.
По данным 1933 года деревня Большие Туганицы являлась административным центром Туганицкого сельсовета Красногвардейского района, в который входили 10 населённых пунктов, деревни: Акколово, Вяйзелево, Мотчино, Большое Муттолово, Малое Муттолово, Среднее Муттолово, Пунколово, Большие Туганицы, Малые Туганицы, Цекколово, общей численностью населения 1137 человек.
По данным 1936 года в состав Туганицкого финского национального сельсовета входили 12 населённых пунктов, 243 хозяйства и 5 колхозов. Центром сельсовета была деревня Большие Туганицы.
С 1939 года в составе Жабинского сельсовета.
Деревня была освобождена от немецко-фашистских оккупантов 23 января 1944 года.
С 1944 года в составе Вохоновского сельсовета.
С 1954 года в составе Большеондровского сельсовета.
По данным 1966 года деревни Большие Туганицы и Малые Туганицы также находились в составе Большеондровского сельсовета.
По данным 1973 года в составе Большеондровского сельсовета находилась единая Туганицы.
По данным 1990 года деревня Туганицы входила в состав Сяськелевского сельсовета Гатчинского района.

## География
Деревня расположена в северо-западной части района на автодороге 41К-104 (Елизаветино — Скворицы).
Расстояние до административного центра поселения, деревни Сяськелево — 9 км.
Расстояние до ближайшей железнодорожной станции Войсковицы — 14 км.

## Демография
| 1838 | 1848 | 1862 | 1997 | 2006 | 2007 | 2010 |
| ---- | ---- | ---- | ---- | ---- | ---- | ---- |
| 315  | ↘258 | ↘97  | ↘84  | ↘81  | ↗92  | ↗137 |
| 2012 | 2013 | 2017 |      |      |      |      |
| ↘111 | ↘103 | ↗114 |      |      |      |      |

В 1997 году в деревне проживали 84 человека.
По состоянию на 1 января 2007 года деревня состояла из 26 домохозяйств, где проживали 92 человека, в 2010 году — 137 человек.

### Национальный состав
В 2002 году в деревне проживали 96 человек (русские — 76%).
Согласно данным Всероссийской переписи населения 2021 года в деревне проживали 129 человек, из них:
 русские — 97, белорусы — 2, другие национальности — 1 человек, остальные национальность не указали.

## Транспорт
Автобусные маршруты:
- № 523 Гатчина, Варшавский вокзал — Луйсковицы (с заездом в Туганицы)
- № 530 Гатчина, Варшавский вокзал — Раболово (с заездом в Туганицы)
- № 833А Балтийский вокзал — Калитино